# Walther Lampe (Pianist)
Walther Lampe (* 28. April 1872 in Leipzig; † 23. Januar 1964 in Steingaden) war Sohn von Georg Viktor Lampe und Louisa Lampe (Geborene Bender) und war ein deutscher Pianist, Komponist und Hochschullehrer. Er war einer der führenden Klavierpädagogen seiner Zeit.

## Leben
Walther Lampe studierte von 1892 bis 1894 an Dr. Hoch’s Konservatorium in Frankfurt, wo er ein Klavierschüler Clara Schumanns war. Anschließend studierte er bis 1898 in Berlin bei Heinrich von Herzogenberg  und Engelbert Humperdinck.
Danach war er zunächst als Konzertpianist tätig. 1920 wurde er Professor und Leiter einer Ausbildungsklasse an der Münchener Akademie der Tonkunst. 1937 emigrierte er und leitete eine Klavierklasse am Mozarteum in Salzburg.
Zu seinen Schülern gehörten u. a. Karl Gerstberger (1892–1955, Komponist), Ellen Voith von Voithenberg (1894–1978, Klavierlehrerin), Julius Müller-Landau (1907–1992, Pianist), Alma Weiss (1907–2001, Pianistin), Rosl Schmid (1911–1979, Pianistin), Franz Alfons Wolpert (1917–1978, Komponist) und Ingrid Haebler (1929–2023, Pianistin).
Er unterrichtete ab 1914 als Privatschüler Günter Henle, den Gründer des Musikverlags G. Henle. Dieser beschrieb Lampe als hervorragenden konzertierenden Pianisten, der in dem Rufe stand, einer der führenden Pädagogen der Zeit zu sein. Für den Verlag fertigte er zahlreiche Fingersätze.